# Juillac (Corrèze)
Pour les articles homonymes, voir Juillac.
Juillac est une commune française située dans le département de la Corrèze en région Nouvelle-Aquitaine. De 1790 à 2015, la commune était le chef-lieu du canton de Juillac.

## Géographie

### Généralités
Dans l'Ouest du département de la Corrèze, en limite du bassin de Brive et du pays d'Uzerche, la commune de Juillac s'étend sur 33,14 km2. Elle est arrosée par le Roseix et son affluent le ruisseau de la Tournerie qui, tous deux, y prennent leur source.
L'altitude minimale, 154 mètres, se trouve à l'extrême sud, là où le Roseix quitte la commune et entre sur celle de Rosiers-de-Juillac. L'altitude maximale avec 410 ou 415 mètres est localisée à l'extrême nord-ouest, au lieu-dit les Bichets, en limite de Saint-Cyr-les-Champagnes. Une marque sur le bâtiment de la Poste indique 300 mètres. La commune est vallonnée.
Le bourg de Juillac, à l'intersection des routes départementales (RD) 39, 71 et 901, se situe, en distances orthodromiques, 21 km au nord de Terrasson-Lavilledieu, 22 km au sud-ouest d'Uzerche et 24 km au nord-ouest de Brive-la-Gaillarde.
Le territoire communal est également desservi par les RD 4, 52, 52E, 71E1 et 114.
Sur un plan géologique, il faut se tourner vers le document suivant très instructif : http://ficheinfoterre.brgm.fr/Notices/0760N.pdf.

### Communes limitrophes
Juillac est limitrophe avec huit autres communes, dont quatre dans le département de la Dordogne.
| Saint-Mesmin (Dordogne) | Saint-Cyr-les-Champagnes (Dordogne) | Concèze            |
| Salagnac (Dordogne)     | Juillac                             | Chabrignac         |
| Sainte-Trie (Dordogne)  | Segonzac                            | Rosiers-de-Juillac |

### Climat
Pour des articles plus généraux, voir Climat de la Nouvelle-Aquitaine et Climat de la Corrèze.
Historiquement, la commune est exposée à un climat océanique aquitain.
En 2020, Météo-France publie une typologie des climats de la France métropolitaine dans laquelle la commune est exposée à un climat océanique altéré et est dans la région climatique  Ouest et nord-ouest du Massif Central, caractérisée par une pluviométrie annuelle de 900 à 1 500 mm, maximale en automne et en hiver.
Pour la période 1971-2000, la température annuelle moyenne est de 11,6 °C, avec  une amplitude thermique annuelle de 14,9 °C. Le cumul annuel moyen de précipitations est de 1 115 mm, avec 13,1 jours de précipitations en janvier et 7,3 jours en juillet. Pour la période 1991-2020, la température moyenne annuelle observée sur la station météorologique la plus proche, située sur la commune de Voutezac à 9 km à vol d'oiseau, est de 12,2 °C et le cumul annuel moyen de précipitations est de 1 014,2 mm,. Pour l'avenir, les paramètres climatiques de la commune estimés pour 2050 selon différents scénarios d’émission de gaz à effet de serre sont consultables sur un site dédié publié par Météo-France en novembre 2022.

## Urbanisme

### Typologie
Au 1er janvier 2024, Juillac est catégorisée commune rurale à habitat dispersé, selon la nouvelle grille communale de densité à 7 niveaux définie par l'Insee en 2022.
Elle est située hors unité urbaine. Par ailleurs la commune fait partie de l'aire d'attraction de Brive-la-Gaillarde, dont elle est une commune de la couronne,. Cette aire, qui regroupe 80 communes, est catégorisée dans les aires de 50 000 à moins de 200 000 habitants,.

### Occupation des sols
L'occupation des sols de la commune, telle qu'elle ressort de la base de données européenne d’occupation biophysique des sols Corine Land Cover (CLC), est marquée par l'importance des territoires agricoles (66,2 % en 2018), en augmentation par rapport à 1990 (65,1 %). La répartition détaillée en 2018 est la suivante : 
zones agricoles hétérogènes (37,5 %), forêts (31,2 %), prairies (22,5 %), cultures permanentes (5,1 %), zones urbanisées (2,6 %), terres arables (1,1 %).
L'évolution de l’occupation des sols de la commune et de ses infrastructures peut être observée sur les différentes représentations cartographiques du territoire : la carte de Cassini (XVIIIe siècle), la carte d'état-major (1820-1866) et les cartes ou photos aériennes de l'IGN pour la période actuelle (1950 à aujourd'hui).

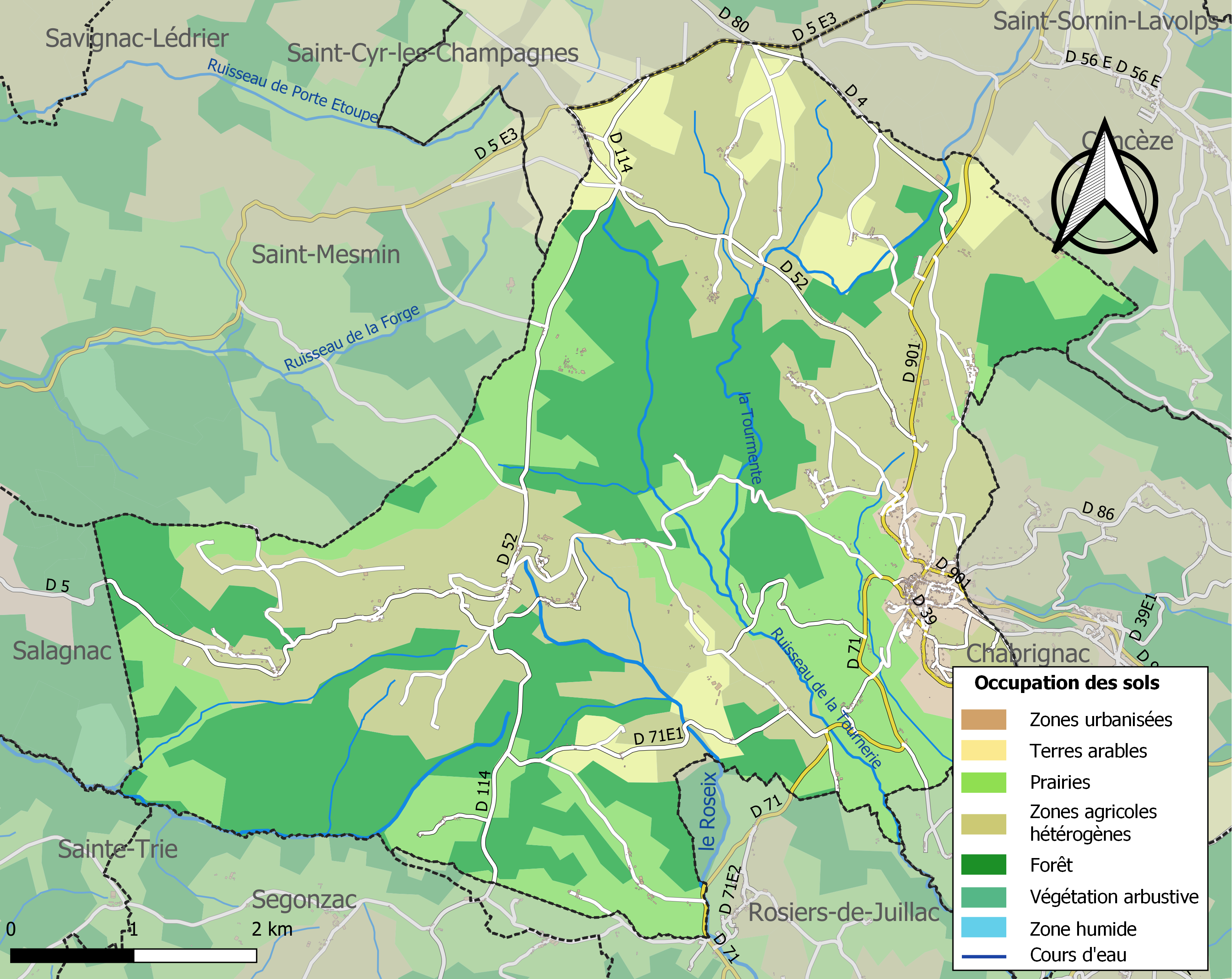
Carte des infrastructures et de l'occupation des sols de la commune en 2018 (CLC).

### Risques majeurs
Le territoire de la commune de Juillac est vulnérable à différents aléas naturels : météorologiques (tempête, orage, neige, grand froid, canicule ou sécheresse), feux de forêts, mouvements de terrains et séisme (sismicité très faible). Il est également exposé à un risque particulier : le risque de radon. Un site publié par le BRGM permet d'évaluer simplement et rapidement les risques d'un bien localisé soit par son adresse soit par le numéro de sa parcelle.

#### Risques naturels

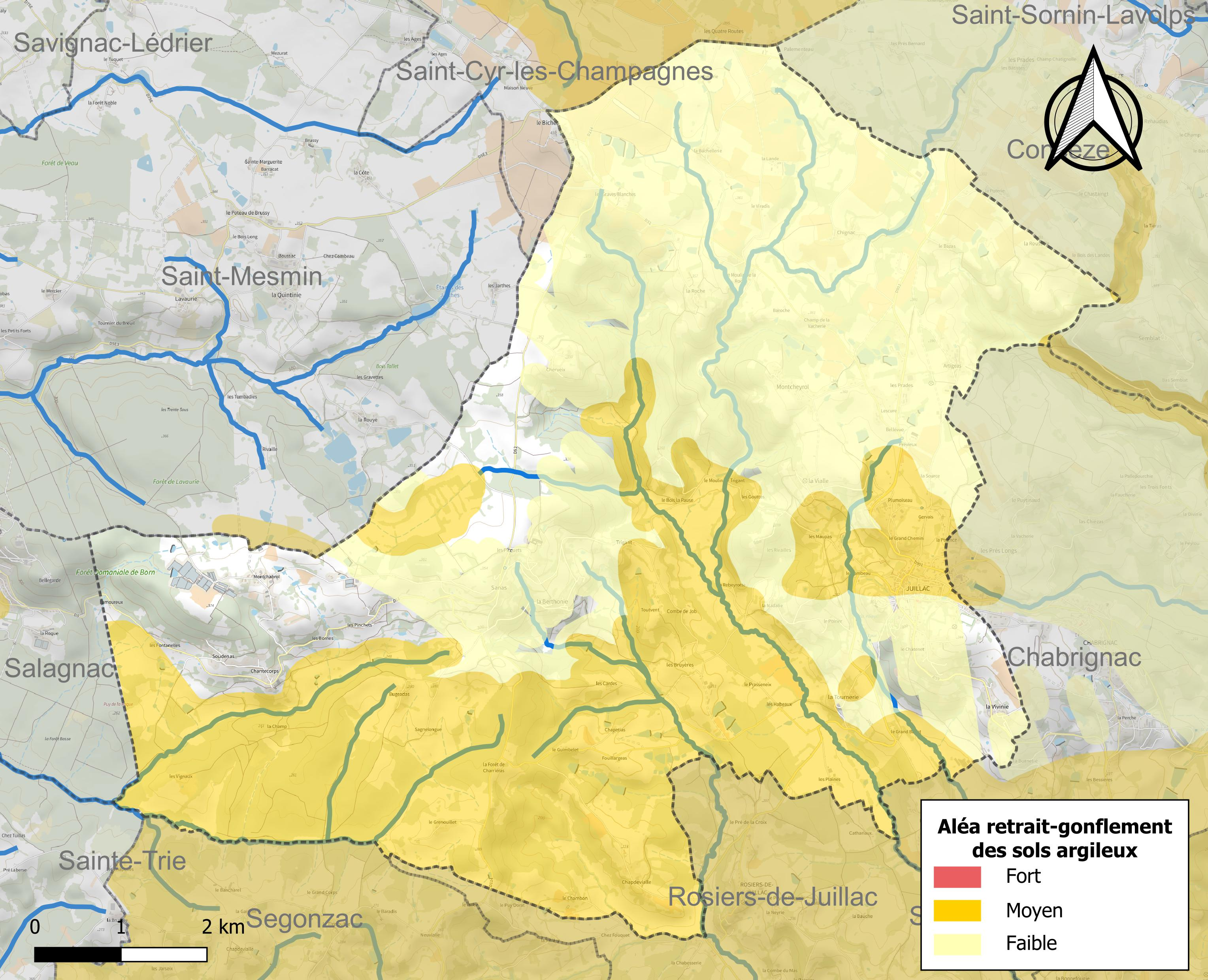
Carte des zones d'aléa retrait-gonflement des sols argileux de Juillac.

La commune est vulnérable au risque de mouvements de terrains constitué principalement du retrait-gonflement des sols argileux. Cet aléa est susceptible d'engendrer des dommages importants aux bâtiments en cas d’alternance de périodes de sécheresse et de pluie. 41,2 % de la superficie communale est en aléa moyen ou fort (26,8 % au niveau départemental et 48,5 % au niveau national). Sur les 738 bâtiments dénombrés sur la commune en 2019,  271 sont en aléa moyen ou fort, soit 37 %, à comparer aux 36 % au niveau départemental et 54 % au niveau national. Une cartographie de l'exposition du territoire national au retrait gonflement des sols argileux est disponible sur le site du BRGM,.
Par ailleurs, afin de mieux appréhender le risque d’affaissement de terrain, l'inventaire national des cavités souterraines permet de localiser celles situées sur la commune. 
Concernant les feux de forêt, aucun plan de prévention des risques incendie de forêt (PPRIF) n’a été établi en Corrèze, néanmoins le code de l’urbanisme impose la prise en compte des risques dans les documents d’urbanisme. Le périmètre des servitudes d'utilité publique et des zones d'obligation légale de débroussaillement pour les particuliers est quant à lui défini pour la commune dans une carte dédiée. 

#### Risque particulier
Dans plusieurs parties du territoire national, le radon, accumulé dans certains logements ou autres locaux, peut constituer une source significative d’exposition de la population aux rayonnements ionisants. Certaines communes du département sont concernées par le risque radon à un niveau plus ou moins élevé. Selon la classification de 2018, la commune de Juillac est classée en zone 3, à savoir zone à potentiel radon significatif. 

## Toponymie
Le nom de la commune dérive d'un nom de personnage latin, Julius, suivi par le suffixe -acum, correspondant au « domaine de Julius ».
En occitan, la commune se nomme Julhac.

## Histoire
Juillac, fief de la châtellenie vicomtale d’Ayen, semble lui échoir avant 1346 sans que l’on n’en connaisse les modalités. Une famille dite de « Julhac » est attestée dès le XIe siècle. En 1298, le vicomte de Limoges parle du burgum nostrum de Julhac près duquel Gui Morcel, chevalier de Ségur possède un repaire. On ignore qui est seigneur de Juillac avant les Pérusse. Ainsi, il n’est pas impossible que ce soit le vicomte de Limoges qui ait personnellement gratifié Ramnulphe de Pérusse de ce fief au XIVe siècle. Le château de Juillac se trouvait dans le bourg. Celui de Beaufort est peut-être une création du XVe siècle, une résidence forte établie sur une colline dominant la bourgade. En 1346, Ramnulphe, comme seigneur des Cars et de Juillac, achète des droits sur Juillac et Chabrignac à Hugues d’Ayen. En 1357 et 1359, il obtient du vicomte une rente de 50 livres et tous les droits seigneuriaux sur le bourg et la paroisse de Juillac en contrepartie de lui en prêter hommage. En 1363, il obtient le droit d’y faire tenir un marché le vendredi. En 1359, il fait un échange de maisons dans le bourg avec le chapitre Saint-Étienne. En 1440, Gautier obtient une délimitation entre les seigneuries de Juillac et d’Ayen.
Selon le Livre de raison de Jehan Raffailhac, de Badefols d'Ans (Périgord), il y a eu à Juillac en 1630 une forte épidémie de peste, mais aussi non loin à Ayen et Yssandon.

## Politique et administration

### Liste des maires
| Période                        | Période    | Identité                   | Étiquette | Qualité                                         |
| ------------------------------ | ---------- | -------------------------- | --------- | ----------------------------------------------- |
| 19/11/1792                     | 27/11/1792 | François Gouyon            |           |                                                 |
| 28/11/1792                     | 22/12/1792 | Gabriel Gauthier Laicanthe |           |                                                 |
| 23/12/1792                     | 31/07/1793 | Antoine Nouvion Laval      |           |                                                 |
| 01/08/1793                     | 11/11/1795 | Pierre Mauriac             |           |                                                 |
| 12/11/1795                     | 23/04/1799 | Antoine Vervi              |           |                                                 |
| 24/04/1799                     | 06/07/1800 | Jean-baptiste Gouyon       |           |                                                 |
| 07/07/1800                     | 11/08/1816 | Zacharie Chassagnac        |           |                                                 |
| 12/08/1816                     | 06/09/1820 | Gabriel Chavoix            |           |                                                 |
| 07/09/1820                     | 31/12/1827 | François Montgibaud        |           |                                                 |
| 01/01/1828                     | 31/08/1848 | Guillaume Vervi            |           |                                                 |
| 01/09/1848                     | 14/12/1851 | Elie Marcel Serre          |           |                                                 |
| 15/12/1851                     | 31/07/1867 | Léonard Henri De Joyet     |           |                                                 |
| 01/08/1867                     | 17/09/1870 | Jean-baptiste D'algay      |           |                                                 |
| 18/09/1870                     | 08/02/1874 | François Gouyon            |           |                                                 |
| 09/02/1874                     | 31/12/1876 | Léonard Henri De Joyet     |           |                                                 |
| 01/01/1877                     | 18/04/1880 | François Gouyon            |           |                                                 |
| 01/06/1880                     | 22/06/1888 | Marcel Gouyon              |           |                                                 |
| 23/06/1888                     | 30/11/1919 | Antoine Ligeois            |           |                                                 |
| 30/11/1919                     | 31/08/1932 | Gabriel Rebiere            |           |                                                 |
| 31/08/1932                     | 15/10/1944 | Jules Bouchet              |           |                                                 |
| 16/10/1944                     | 31/10/1947 | André Vialle               |           |                                                 |
| 01/11/1947                     | 21/01/1964 | André Treuil               |           |                                                 |
| 08/03/1964                     | 25/03/1965 | Amédée Roumedieras         |           |                                                 |
| 26/03/1965                     | 12/03/1989 | François Daurat            | PS        | Cultivateur, conseiller général                 |
|                                |            |                            |           |                                                 |
| avant 1995                     | 2008       | Aimé David                 | UMP       |                                                 |
| mars 2008                      | mars 2014  | Thierry Crouzillat         | PS        |                                                 |
| mars 2014 (réélue en mai 2020) | En cours   | Josette Fargetas           | UDI       | Suppléante du sénateur Daniel Chasseing (2020-) |

### Rattachements administratifs et électoraux
Dès 1790, la commune de Juillac est le chef-lieu du canton de Juillac qui dépend du district d'Uzerche jusqu'en 1795, date de suppression des districts. En 1801, le canton est rattaché à l'arrondissement de Brive, qui prend le nom d'arrondissement de Brive-la-Gaillarde en 1925.
Dans le cadre de la réforme de 2014 définie par le décret du 24 février 2014, ce canton disparaît aux élections départementales de mars 2015. La commune est alors rattachée au canton de l'Yssandonnais, dont le bureau centralisateur se trouve à Objat.

### Intercommunalité
Dès 1994, Juillac intègre dès sa création la communauté de communes du Bassin de la Loyre, renommée en 2006 communauté de communes de Juillac-Loyre-Auvézère. Celle-ci est dissoute au 31 décembre 2013 et remplacée au 1er janvier 2014 par la communauté d'agglomération du bassin de Brive

### Politique environnementale
La déchèterie la plus proche se situe sur la commune de Saint-Bonnet-la-Rivière, à quelques kilomètres au sud-est.

## Population et société

### Démographie
Les habitants de Juillac sont appelés les Juillacois.
L'évolution du nombre d'habitants est connue à travers les recensements de la population effectués dans la commune depuis 1793. Pour les communes de moins de 10 000 habitants, une enquête de recensement portant sur toute la population est réalisée tous les cinq ans, les populations de référence des années intermédiaires étant quant à elles estimées par interpolation ou extrapolation. Pour la commune, le premier recensement exhaustif entrant dans le cadre du nouveau dispositif a été réalisé en 2006.

En 2022, la commune comptait 1 147 habitants, en évolution de +1,77 % par rapport à 2016 (Corrèze : −0,59 %, France hors Mayotte : +2,11 %).
| 1793  | 1800  | 1806  | 1821  | 1831  | 1836  | 1841  | 1846  | 1851  |
| ----- | ----- | ----- | ----- | ----- | ----- | ----- | ----- | ----- |
| 2 126 | 2 010 | 2 048 | 2 411 | 2 519 | 2 415 | 2 455 | 2 543 | 2 637 |

| 1856  | 1861  | 1866  | 1872  | 1876  | 1881  | 1886  | 1891  | 1896  |
| ----- | ----- | ----- | ----- | ----- | ----- | ----- | ----- | ----- |
| 2 522 | 2 673 | 2 834 | 2 514 | 2 567 | 2 524 | 2 528 | 2 536 | 2 542 |

| 1901  | 1906  | 1911  | 1921  | 1926  | 1931  | 1936  | 1946  | 1954  |
| ----- | ----- | ----- | ----- | ----- | ----- | ----- | ----- | ----- |
| 2 520 | 2 513 | 2 514 | 2 170 | 1 918 | 1 833 | 1 819 | 1 688 | 1 615 |

| 1962  | 1968  | 1975  | 1982  | 1990  | 1999  | 2006  | 2011  | 2016  |
| ----- | ----- | ----- | ----- | ----- | ----- | ----- | ----- | ----- |
| 1 522 | 1 452 | 1 268 | 1 215 | 1 108 | 1 089 | 1 135 | 1 138 | 1 127 |

| 2021  | 2022  | - | - | - | - | - | - | - |
| ----- | ----- | - | - | - | - | - | - | - |
| 1 136 | 1 147 | - | - | - | - | - | - | - |

### Enseignement
La commune accueille le groupe scolaire Jeanne Villepreux-Power qui est composé d'une école maternelle et d'une école primaire. La commune fait partie d'un regroupement pédagogique intercommunal (RPI) également composé des communes de Chabrignac, Concèze et Saint-Bonnet-la-Rivière.
De 1965 à 1991, initié par Marcel Clergerie, un collège d'enseignement général a dispensé des cours à des élèves de la 6e à la 3e.

### Manifestations culturelles et festivités
Depuis des années, la Saint-Mesmin est fêtée le dernier samedi de mai avec brocante dans les rues du bourg. Autre temps fort au cours de l'année, chaque premier week-end du mois d'août, le bourg offre animations, fêtes et feu d'artifice tiré sur le stade.

### Activités sportives
La commune est équipée d'un piscine municipale, d'un gymnase accueillant un terrain multi-sports, d'un terrain extérieur multi-sports, d'un skatepark et d'un terrain de rugby.
Les bois de la commune sont traversés par un important réseau de chemins dont une partie est balisée en sentier pédestre ou VTT.
L'activité sportive est principalement soutenue par plusieurs associations :
- l'USJO (Union Sportive Juillac Objat) : équipe de rugby ;
- la pétanque Juillacoise : pratique la pétanque et organise des tournois ;
- le VTT Juillac : pratique du VTT et cyclisme, organise un randonnée de VTT et de marche chaque troisième dimanche d'octobre ;
- Juillac Randos : organise des randonnées pédestre.

### Économie

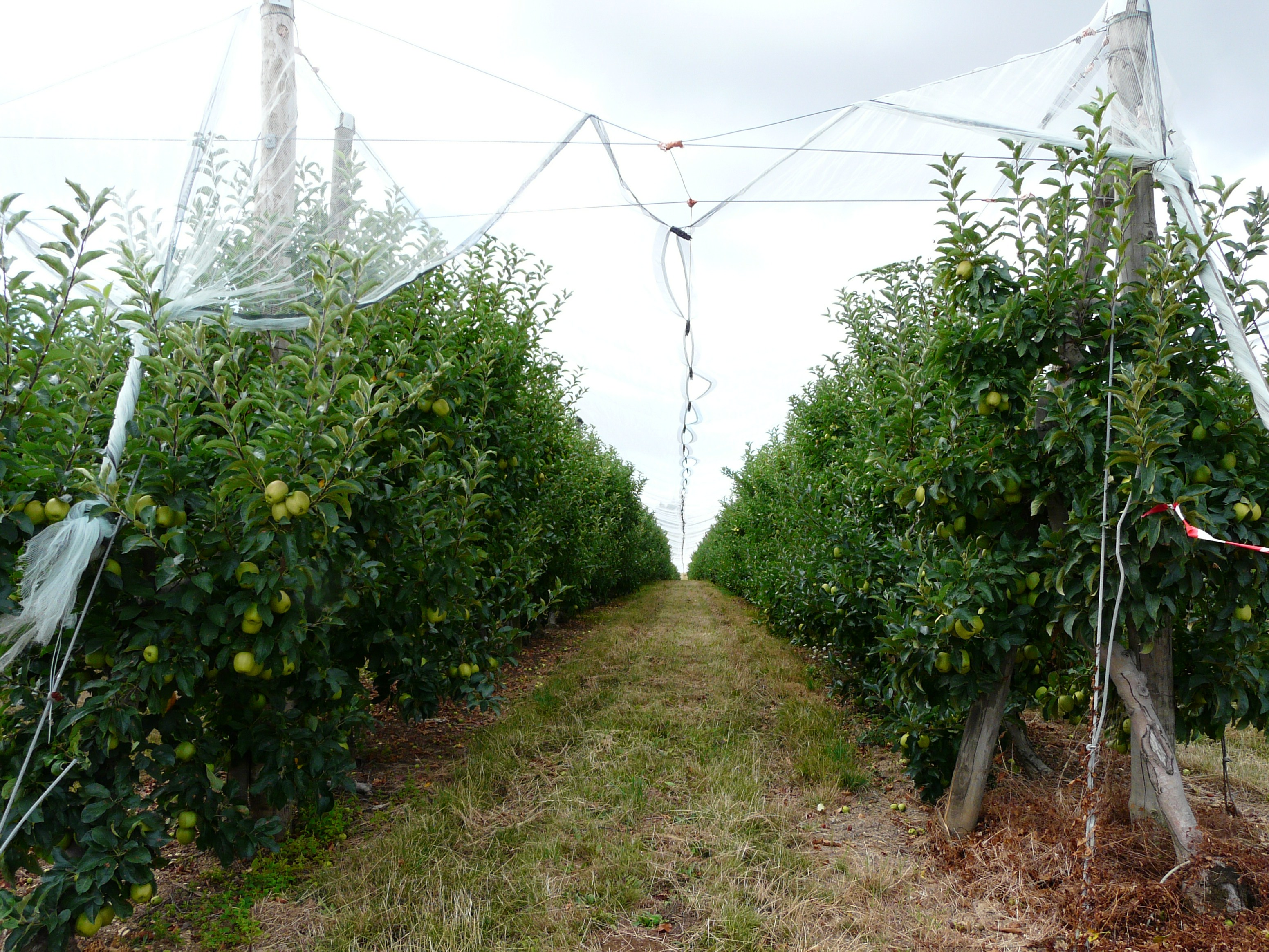
Plantation de pommiers près du lieu-dit les Bichets.

Alors que le bourg semble tourner au ralenti (beaucoup de façades révèlent une activité passée intense), Juillac compte cependant quelques commerces et des artisans, ainsi qu'une importante activité agricole axée autour de la pomiculture et de l'élevage de bovins. Juillac compte un bar-tabac, un restaurant, une pharmacie, un garage, deux stations essence à proximité, une boulangerie et un magasin d'électroménager. Une zone d'activité se trouve à la sortie en direction de Pompadour.
Plus de 200 sociétés ont leur siège social à Juillac[réf. nécessaire].

### Autres services
La commune est équipée d'une caserne de pompiers, d'une gendarmerie, d'une agence postale communale, d'une médiathèque et d'un camping ouvert en période estivale.
Une maison de santé pluridisciplinaire a vu le jour dans le bourg en 2021 et accueille plusieurs médecins et infirmières.

## Culture locale et patrimoine

### Lieux et monuments

#### Église Saint-Germain
À la lecture du cartulaire de l'abbaye de Solignac, l'église puis la cure de « Julac », placées sous le vocable de saint Germain d'Auxerre, dépendaient de cette dernière (vers 1100). Les prêtres étaient nommés par l'évêque de Limoges.
L'église primitive devait présenter un plan en croix latine avec nef simple, deux chapelles latérales et un chevet polygonal à cinq pans. Au XVIIIe siècle, la chapelle Saint-Jean, au sud, fut supprimée. Celle orientée au nord fut ouverte et largement prolongée, au point qu'aujourd'hui, l'église semble avoir deux nefs. D'autres campagnes de remaniement architectural ont touché l'église. La nouvelle chapelle méridionale accueille la porte d'entrée principale. Le clocher actuel, avec sa toiture à deux pans, date de 1904. Les armoiries de la famille des Cars sont visibles à l'extérieur, sur deux contreforts. L'un des blasons a été martelé.
L'édifice abrite des objets mobiliers protégés au titre des monuments historiques : un tableau du XVIIe siècle figurant saint Hommebon (classé en 1975); un tableau du XIXe siècle représentant l'Adoration des bergers (inscrit en 1976); une statuette de Vierge à l'Enfant du XIXe siècle (inscrite en 1991) et une armoire du XVIIe siècle (inscrite en 1995). À noter les éléments sculptés du XVIe siècle réemployés derrière l'autel secondaire.

#### Château de la Salle
Le château de Peyrusse des Cars, également connu sous le nom de "château de la Salle", était une forteresse qui protégeait le bourg. Sa construction originale remonte probablement à l'époque de la lutte menée par le duc Waïfre contre les envahisseurs du nord, vers 759-768. À l'origine, il se composait uniquement d'un donjon et d'une enceinte fortifiée. En 1730, le château était en ruine et le curé de Juillac l'acquiert pour y construire le presbytère. Après des protestations des habitants, le presbytère est finalement construit en 1777 sur les vestiges de l'ancien château, avec une contribution des habitants à sa construction.

#### Vestiges du château de Beaufort
Les vestiges du château de Beaufort sont inscrits au titre des monuments historiques en 1927.
La seigneurie de Juillac appartenait à la famille Pérusse, originaire de Ségur. Le premier seigneur qui y est attesté est Ramnulphe de Pérusse en 1346. À partir du XIVe siècle, cette famille exerce des charges importantes auprès des rois de France et des papes d'Avignon, ce qui lui confère richesse et pouvoir. La seigneurie de Juillac occupe une place éminente dans le patrimoine familial jusqu'à sa vente en 1643 au marquis de Hautefort.
On ignore la date de fondation du château, les vestiges actuels datant du début du XVIe siècle. Il pourrait être dû à Geoffroi de Pérusse des Cars (1470-1534), dont on trouve la maxime dans l'église. Le château est appelé « Beaufort » dès 1534.
Le château est déjà en ruine à la fin du XVIIe siècle. Au XIXe siècle, la gendarmerie y installe ses bureaux, puis des logements HLM y sont aménagés.

#### Ancienne halle
Implantée sur la place publique, la première halle de Juillac avait un plan traditionnel, à savoir des piliers supportant une charpente et un toit en ardoise. Détruite en 1864 par un incendie, elle fut remplacée en 1877 par un nouveau bâtiment, sur les plans de l'architecte Rigemont, qui accueillait, au rez-de-chaussée, la halle et à l'étage, la justice de paix qui se tenait jusque-là dans l'école.
La façade principale est organisée symétriquement de part et d'autre d'un axe vertical central. Ainsi, chaque extrémité s'apparente à un pavillon couvert d'un toit à quatre pans tandis que la partie centrale est couverte par un toit à deux versants.
Au rez-de-chaussée, les baies qui ouvraient sur la halle ont été bouchées lorsque la poste a été installée dans le bâtiment. Les baies de l'étage sont soulignées par un encadrement en pierre de taille. Un fronton triangulaire surmonte les pavillons : il rappelle le style néoclassique en vogue au XIXe siècle.

#### Manoir des Miracles
Les façades et toitures du manoir des Miracles sont inscrites au titre des monuments historiques en 1976.
Le bâtiment actuel a été construit au XVIe siècle sur les fondations d'un édifice médiéval. De plan rectangulaire, il est flanqué de quatre échauguettes. Seule, celle de l'angle nord-est est d'origine, les autres ayant été reconstruites récemment. La façade sur rue a conservé ses ouvertures du XVIe siècle éclairant l'étage noble ; les meneaux et traverses sont des restaurations récentes. Cet étage abrite notamment une grande salle et une cheminée du XVIe siècle. La façade sur cour et la façade nord ont été remaniées au XVIIIe siècle (date 1742 inscrite sur l'encadrement de la porte nord).

### Patrimoine culturel
Juillac compte dans la Grande Rue une médiathèque et plusieurs associations loi de 1901 qui s'occupent d'activités multiples. 
Toujours dans la Grande Rue, une galerie permet des expositions régulières mettant à l'honneur divers artistes et l'artisanat local.

### Patrimoine naturel
Au nord-ouest du bourg, la commune recèle sur 304 hectares une zone naturelle d'intérêt écologique, faunistique et floristique (ZNIEFF) de type 2 au cœur de la forêt de Montcheyrol, refuge de nombreuses espèces animales.
Il existe une variété de châtaigne appelée « bourrue de Juillac ».
Sur la commune, se dresse une table d'orientation au Chatenet, vers le stade.

### Personnalités liées à la commune
- Patrick Boutot dit Patrick Sébastien : bien que né à Brive-la-Gaillarde en 1953, il a passé une partie de son enfance à Juillac. Une plaque rappelant ce moment de sa vie a été installée sur la façade de la maison où il vécut, près de l'église.
- Alain Penaud, ancien demi d'ouverture du XV de France est né à Juillac en 1969. Père de l'international Damian Penaud.
- Jean Malaval, ancien coureur cycliste, peintre, ancien Résistant né le 25 juillet 1911 à Chabrignac et décédé le 9 juillet 2003 à Tours. A vécu toute son enfance à Juillac.
- Jeanne Villepreux-Power, dite Lady Power, naturaliste française, est née à Juillac en 1794, et y est décédée en 1871, après avoir longtemps vécu en Sicile. Elle est l'inventrice des aquariums.
- Bernard Marque, mathématicien, historien et félibre, né à Juillac en 1866, mort à Juillac en 1936.
- François Gouyon, parlementaire français (1875-1966) né et décédé à Juillac.
- Adhémar Péchadre (1862-1925), né à Juillac, député français entre 1906 et 1919 dans la Marne.
- André Monteil (1915-1998), né à Juillac, professeur agrégé, ministre du gouvernement de Pierre Mendès France.
- Jean-Baptiste Chavoix, né à Juillac le 4 octobre 1738 et décédé à Juillac le 18 septembre 1818 a été député de l'Assemblée constituante pour le tiers état, sénéchaussée de Limoges.
- Michel Mallevergne (1804-1877) est un homme politique né à Juillac.
- Pierre Jean François Chaffary, né à Villemoustaussou le 17 mai 1872 et décédé à Juillac le 22 août 1950, général de brigade en 1931.
- Noël Chassaignac (1758-1821), homme politique français, né et mort à Juillac.
- Max Deutsch (1892-1982), compositeur, chef d'orchestre franco-autrichien qui a été réfugié à Juillac durant la guerre.
- Germain Guibert (1897-1968), homme politique, résistant dans la région de Juillac.

### Héraldique
| Blason de Juillac | Blason  | Parti, au 1er de gueules au pal de vair, au 2d d'or à trois forces de sable ordonnées en pal 2 et 1. |
| Blason de Juillac | Détails | Le statut officiel du blason reste à déterminer.                                                     |